# Cupeño

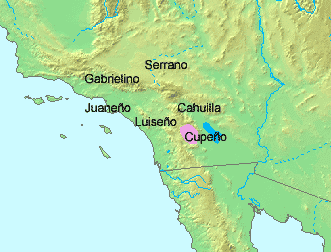
Distribució del Cupeño

El Cupeño (autoanomenada Kupangaxwicham Pe'memelki) és una llengua extingida de les llengües takic de la família lingüística uto-asteca parlada pels cupeños, un poble d'amerindis dels Estats Units que vivia al Sud de Califòrnia. Roscinda Nolasquez (m. 1987) en fou la darrera parlant nadiua.

## Regió
La llengua era parlada originàriament a Cupa, Wilaqalpa, i Paluqla, al comtat de San Diego, Califòrnia, i més tard al voltant de la reserva índia Pala.

## Morfologia
El cupeño és una llengua aglutinant, on les paraules utilitzen sufixos complexos per a una varietat de propòsits amb diversos morfemes enfilats.
El cupeño modula els seus verbs per  transitivitat, temps, aspecte, mode, persona, nombre, i evidencialitat. L'evidencialitat s'expressa en cupeño amb clítics, que en general apareixen prop del principi de la frase.
=ku'ut 'reportatiu' (mu=ku'ut 'i s'ha dit que...')
=am 'miratiu 
=$he 'dubitatiu'
Hi ha dos modes declinats, realis =pe i irrealis =e'p.

### Pronoms
Els pronominals del cupeño apareixen en moltes diferents formes i estructures. La següent només apareix en verbs en passat.
| Persona | Singular | Plural |
| ------- | -------- | ------ |
| 1a      | ne-      | chem-  |
| 2a      | e-       | em-    |
| 3a      | pe-      | pem-   |

### Sistema mode-aspecte
Els verbs en futur simple no tenen marca. Els verbs en passat simple tenen pronoms en aspecte passat; el pretèrit imperfecte afegeix el modificador imperfecte que es mostra a continuació.
| Nomber   | Present | Imperfecte | Fut. Imp | Habitual |
| -------- | ------- | ---------- | -------- | -------- |
| Singular | -qa     | -qal       | -nash    | -ne      |
| Plural   | -we     | -wen       | -wene    | -wene    |

## Fonologia

### Vocals
|         | Anterior | Central | Posterior |
| Tancada | i, i:    |         | u, u:     |
| Mitjana | ɛ, ɛ:    | ə, ə:   | o, o:     |
| Oberta  |          | a, a:   |           |

/ɛ/ i /o/ apareixen com a manlleus lingüístics d'Espanyol, però també com a al·lòfons d' /ə/ en paraules nadiues cupeño.
/i/ també pot aparèixer com a [ɪ] en síl·labes tancades, i [e] en algunes síl·labes obertes.
/u/ pot reduir a schwa en síl·labes àtones.
/ə/ també apareix com a [ɨ:] quan són llargues i tòniques, [o] després de labials i [q], i com a [ɛ] abans [w].
/a/ també pot aparèixer [ɑ] abans d'uvulars.

### Consonants
|                       |                       | Bilabial | Coronal | Coronal | Palatal or Postalveolar | Plana | Plana  | Labializada | Labializada | Glotal |
| Laminar               | Apical                | Bilabial | Velar   | Uvular  | Palatal or Postalveolar | Velar | Uvular |             |             | Glotal |
| --------------------- | --------------------- | -------- | ------- | ------- | ----------------------- | ----- | ------ | ----------- | ----------- | ------ |
| Nasal                 | Nasal                 | m        | n       |         | ɲ                       | ŋ     |        |             |             |        |
| Oclusiva and Africada | Oclusiva and Africada | p        | t       |         | (t)ʃ                    | k     | q      | kʷ (qʷ)     | kʷ (qʷ)     | ʔ      |
| Fricativa             | Sorda                 |          | s       | ʂ       | (t)ʃ                    | x ~ χ | x ~ χ  | xʷ          |             | h      |
| Fricativa             | sonora                | v        | ð       |         |                         | ɣ     |        |             |             |        |
| Vibrant               | Vibrant               |          |         | ɾ       |                         |       |        |             |             |        |
| Aproximant            | central               |          |         |         | j                       |       |        | w           |             |        |
| Aproximant            | Lateral               |          | l       |         | ʎ                       |       |        |             |             |        |

/kʷ/ es converteix en [qʷ] abans d'/a/ o /e/ àtones. [x] i [χ] apareixen en variant lliure.
/tʃ/ es converteix en [ʃ] en coda de síl·laba.
/f/, /ð/, i /ɾ/ només apareixen en manlleus del castellà.